# Ficus granatum
Ficus granatum là một loài thực vật có hoa trong họ Moraceae. Loài này được G.Forst. mô tả khoa học đầu tiên năm 1786.